# Jubileo de 1975
El Jubileo de 1975 fue un Año Santo proclamado y celebrado por el papa Pablo VI. Fue llamado «Año Santo de Renovación y Reconciliación». En sus inicios hubo intentos de suspenderlo porque la Iglesia se centraba en la renovación que emanaba del Concilio Vaticano II, pero finalmente se celebró. En este Año Santo, la Iglesia proclamó seis santos y trece beatos, como, san Juan Macías, san Juan Bautista de la Concepción y santa Vicenta María López y Vicuña.